# Tatá Aeroplano
Octávio Francisco de Paula Neto, também conhecido como Tatá Aeroplano (Bragança Paulista, 21 de maio de 1975) é um cantautor brasileiro.
Foi vocalista e compositor das bandas Cérebro Eletrônico e Jumbo Elektro (nessa, como Frito Sampler).
Em 2012, lançou o primeiro álbum de sua carreira solo. Sua primeira banda, junto com Fernando Maranho, que com Tatá também fundou a Cérebro Eletrônico e a Jumbo Elektro, chamava-se Gorpiava.
Seu disco Boato invisível foi escolhido pela Associação Paulista de Críticos de Arte como um dos 50 melhores álbuns nacionais de 2023.

## Discografia

### Solo
- Tatá Aeroplano (2012)[8]
- Na Loucura & na Lucidez (2014)[9]
- Step Psicodélico (2016)[10]
- Alma de Gato (2018)[11]
- Delírios Líricos (2020)[12]
- Não Dá pra Agarrar (2022)

### Frito Sampler
- Aladins Bakunins (2015)[13]
- Cosmic Damião (2016)[10]
- Telepathique Desorder (2019)[14]

### Cérebro Eletrônico
- Onda Híbrida Ressonante (Reco-Head, 2003)[15]
- Pareço Moderno (Phonobase Music Services, 2008)[16]
- Deus e o Diabo no Liqüidificador (Phonobase Music Services, 2010)[17]
- Vamos pro Quarto (2013)[18]

### Jumbo Elektro
- Freak to Meet You: the Very Best of Jumbo Elektro (Reco-Head, 2004)[19]
- Terrorist!? The Last Album (Phonobase Music Services, 2009)[20]

### Outros
- Vida Ventureira (com Bárbara Eugênia, 2017)[21]

### Videoclipes

#### Solo
- Te Desejo mas te Refuto (2014)[22]
- Par de Tapas que Doeu em Mim (2014)[23][24]
- Cores no Quarto (2019)

#### Frito Samper
- Frank Black Meeting Calling Days (2015)
- Ladies, Soldies and Fantasys (2015)
- Canga's Libidian (2015)
- Aladins Bakunins  (2016)
- Cosmic Damião  (2016)[25]

#### Cérebro Eletrônico
- Ar Condicionado (2004)
- Pareço Moderno
- Os Astronautas
- Antes eu tivesse... (AnvilFX Remix Edited) (2009)
- Decência (2011)
- Deus e o Diabo no Liquidificador (2011)
- Os Dados Estão Lançados (2013)
- Egyptian Birinights (2014)[26]

#### Jumbo Elektro
- Freak Cat
- Run Run Run!
- Freak to Meet You (2007)
- Dylan Sings Bowie (2011)[27]

#### Outros
- Dos Pés (com Bárbara Eugênia, 2012)
- Agarro a Ti (com Bárbara Eugênia, 2014)[28]

### No audiovisual
- Filme The Apartment Jazz (Ator e assistente de direção)[29][30]
- Filme De Menor (Música tema, 2013)[31]
- Filme Hoje eu quero voltar sozinho (Música na trilha, 2014)[32]
- Filme Apto 420 (Ator, 2017)[33][34]
- Documentário Brasa (Entrevistado, 2020)[35][36]